# Иван Бек
Иван Бек (на сърбохърватски: Иван Бек / Ivan Bek; на френски: Yvan Beck) е югославски и френски футболист, нападател.

## Кариера
Иван Бек е роден в Белград в семейството на германец и чехкиня. На 16-годишна възраст започва да тренира футбол в БСК и скоро след това вече играе редовно в основния състав като централен нападател. През април 1930 г., като част от френския Сет той печели Купата на Франция.
През 1935 г. Бек преминава в Сент Етиен, за който играе четири сезона. По-късно играе и за Ним Олимпик.

### Национален отбор
Дебютният мач в националния отбор на Югославия за Иван Бек е приятелска среща с България през май 1927 г., спечелена от югославяните с резултат 2:0. Година по-късно, той участва на Олимпийските игри през 1928 г. Най-успешното представяне на Бек за Югославия е в Уругвай през 1930 г. на първата Световнатa купа. От 1935 до 1937 г., той играе за Франция.

## Успехи
Сет
- Лига 1: 1934
- Купа на Франция: 1930, 1934